# Alice en Écosse
Alice en Écosse (titre original : The Clue of the Whistling Bagpipes, littéralement : L'énigme des cornemuses qui sifflent) est le quarante-et-unième roman de la série Alice (Nancy Drew en VO) écrit par Caroline Quine, nom de plume collectif de plusieurs auteurs. L'auteur de roman est Harriet Adams. 
Aux États-Unis, le roman a été publié pour la première fois en 1964 par Grosset & Dunlap, New York. En France, il est paru pour la première fois en 1966 chez Hachette Jeunesse dans la collection Idéal-Bibliothèque sous le no 296. Il n'a plus été réédité en France depuis 2001.

## Résumé
Remarque : le résumé est basé sur les éditions cartonnées non abrégées parues de 1966 à 1984 en langue française.
L'arrière grand-mère d'Alice demande à James Roy, le père d'Alice, de la rejoindre en Écosse afin de régler pour elle des affaires de donations et pour retrouver un souvenir de famille qui a disparu de son magnifique château. James Roy propose à sa fille de venir avec lui. Avant le départ, Alice reçoit une lettre lui ordonnant de ne pas se rendre en Écosse. 
Cela n'intimide pas la jeune fille qui, accompagnée de ses fidèles amies Bess et de Marion, s'envole pour l'Écosse. Arrivé à Glasgow, le groupe décide de faire le reste du trajet en voiture, afin d'admirer les beautés du paysage. Mais des malfaiteurs sont sur leur trace…

## Personnages
- Personnages récurrents
  - Alice Roy : dix-huit ans, détective amateur, blonde, orpheline de mère, fille de James Roy.
  - James Roy : avoué[2] de renom, père d'Alice Roy, veuf.
  - Bess Taylor : jeune fille blonde et rondelette, une des meilleures amies d'Alice.
  - Marion Webb : jeune fille brune et sportive, cousine germaine de Bess Taylor et une des meilleures amies d'Alice.
  - Ned Nickerson : jeune homme brun et athlétique, ami et chevalier servant d'Alice, étudiant à l'université d'Emerson.
  - Sarah : la fidèle gouvernante des Roy, qui a élevé Alice à la mort de sa mère.
  - M. Stevenson : commissaire de River City, ami d'Alice.
  - Togo : petit chien fox-terrier d'Alice.

- Personnages spécifiques à ce roman
  - Lady Douglas : arrière grand-mère maternelle d'Alice, qui habite en Écosse.
  - Cécile Roy[3] : tante d'Alice, sœur de James Roy, professeur à New York.
  - Paul Petrie, alias Sandy Duff : malfaiteur.
  - M. Rey : malfaiteur.
  - Fiona Mac Guire : jeune femme, guide d'Alice en Écosse.
  - Donald Clark : chauffeur de taxi des Roy en Écosse.

## Éditions françaises
Note : Toutes les éditions ont paru aux éditions Hachette.
- 1966 : Alice en Écosse — coll. « Idéal-Bibliothèque », cartonné (français, version originale). Traduction d'Anne Joba. Illustré par Albert Chazelle.
- 1970 : Alice en Écosse — coll. « Bibliothèque verte », cartonné (français, version originale). Traduction d'Anne Joba. Illustré par Albert Chazelle. 20 chapitres. 192 p.  Réédité jusqu’en 1981.
- 1984 : Alice en Écosse — coll. « Bibliothèque verte »[4], cartonné (français, version originale). Traduction d'Anne Joba. Couverture de Philippe Daure.
- 1989 : Alice en Écosse — coll. « Bibliothèque verte » no 464, souple (français, version abrégée). Illustré par Philippe Daure.
- 1993 : Alice en Écosse — coll. « Bibliothèque verte »[5], cartonné (français, version abrégée). Illustré par Philippe Daure (même dessin de couverture que celle de l'édition de 1989).
- 1995 : Alice en Écosse — coll. « Bibliothèque verte », souple (français, version abrégée). Illustré par Philippe Daure (même dessin de couverture que celle de l'édition de 1984).
- 2001 : Alice en Écosse — coll. « Bibliothèque verte »[6], souple (français, version abrégée). Illustré par Philippe Daure.

## Adaptation
Le roman a été adapté en jeu vidéo par Her Interactive sous le titre Les Nouvelles Enquêtes de Nancy Drew : L'Espion silencieux.[réf. nécessaire]